# Federico Varela
Federico Nicolás Varela Escudero plus couramment appelé Federico Varela, né le 7 mai 1996 à Buenos Aires en Argentine, est un footballeur argentin qui joue au poste de milieu offensif au Floriana FC.

## Biographie

### Formation et FC Stade Nyonnais (jusqu'en 2015)
Né dans la capitale de l'Argentine, à Buenos Aires, le joueur rejoindra rapidement l'Espagne dans sa jeunesse et commence le football au sein du Viveiro CF. Après avoir terminé sa formation au RC Celta Vigo, le joueur s'engage avec le FC Stade Nyonnais, en Suisse.

### FC Porto B (2015-2019)
Après une saison, il rejoint le FC Porto en 2015 pour jouer en équipe réserve. Le 15 août 2025, il fait ses débuts avec le FC Porto B face CD Santa Clara.

#### Prêt à Portimonense SC (2018)
En janvier 2018, il est prêté jusqu'à la fin de saison au Portimonense SC, club de Liga Portugal.

#### Prêt au CF Rayo Majadahonda (2018-2019)
De retour, il est de nouveau prêté par Porto en deuxième division espagnole au sein du CF Rayo Majadahonda jusqu'à la fin de la saison.

### CD Leganés (2019-2020)
Le 4 juillet 2019, il s'engage avec le CD Leganés, club évoluant en Liga, pour les deux prochaines saisons.
D'un accord commun, le joueur et le club résilient le contrat, le joueur étant libre de s'engager où il le souhaite à partir de 2020.

#### Prêt à l'UD Las Palmas (2020)
Jouant peu avec le CD Leganés, il rejoint en prêt jusqu'à la fin de saison l'UD Las Palmas.

### Denizlispor (2020-2021)
Le 18 septembre 2020, le joueur signe un contrat avec le club de Denizlispor.

### PFK CSKA Sofia (2021-2022)
Après un passage moyen en Turquie, le joueur s'engage avec le PFK CSKA Sofia le 1er février 2021.
Il remporte la Coupe de Bulgarie la même année avec le club,.

### Phoenix Rising (2023-2025)
En 2023, il s'engage avec le Phoenix Rising, aux États-Unis.

### FC Differdange 03 (2025)
Le 31 janvier 2025, le joueur s'engage avec le FC Differdange 03, club de BGL Ligue, au Luxembourg,.

### Floriana FC (depuis 2025)
Après une demi saison au Luxembourg, le joueur s'engage avec le Floriana FC.

## Palmarès
| PFK CSKA Sofia (1) :                       | FC Differdange 03 (2) :                                                        |
| ------------------------------------------ | ------------------------------------------------------------------------------ |
| - Coupe de Bulgarie (1) - Vainqueur : 2021 | - BGL Ligue (1) - Champion : 2025 - Coupe du Luxembourg (1) - Vainqueur : 2025 |